# Коронник світлоногий
Коронник світлоногий (Myiothlypis signata) — вид горобцеподібних птахів родини піснярових (Parulidae). Мешкає в Перу, Болівії і Аргентині. Його довгий час відносили до роду Коронник (Basileuterus), однак за результатами молекулярно-філогенетичного дослідження світлоногий коронник і низка інших видів були переведені до відновленого роду Myiothlypis

## Опис
Довжина птаха становить 12-14 см, вага 12-13 г. Голова, верхня частина тіла і боки оливкові, нижня частина тіла жовта. На голові жовті "брови". У представників підвиду M. s. flavovirens "брови" ширні, на тімені чорні смужки. Дзьоб чорний, лапи рожевуваті. У молодих птахів верхня частина тіла темно-коричнева, крила оливкові, живіт світло-сірий.

## Підвиди
Виділяють два підвиди:
- M. s. signata (Berlepsch & Stolzmann, 1906) — центральне і південне Перу[6];
- M. s. flavovirens (Todd, 1929) — південне Перу, Болівія, північна Аргентина[7].

## Поширення і екологія
Світлоногі коронники поширені від центрального Перу через Болівію до Аргентини. Вони живуть у вологих тропічних гірських лісах Анд на висоті від 2000 до 2800 м над рівнем моря 9в Аргентині на висоті до 1500 м над рівнем моря).